# V-2 foguete de sondagem

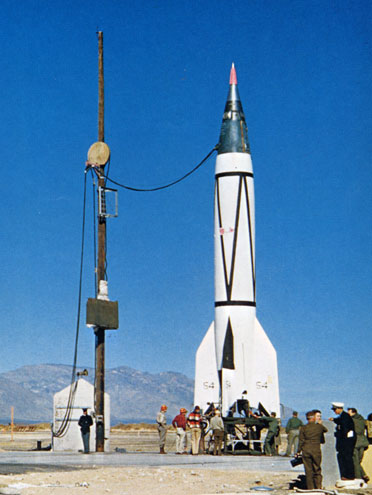
Um foguete de sondagem V-2 no Campo de Teste de White Sands em 1946.

Os foguetes V-2 capturados da Alemanha Nazista pelos Estados Unidos no final da Segunda Guerra Mundial, foram usados como foguetes de sondagem carregando instrumentação científica para a alta atmosfera da Terra a partir do Campo de Teste de Mísseis de White Sands (WSMR) para um programa de investigações atmosféricas e solares durante o final da década de 40.

## Objetivo
Na função de foguete de sondagem, a trajetória do foguete deveria ser de 160 km para cima e 48 km de distância (alcance) a partir do "complexo de lançamento 33" do WSMR. A velocidade de impacto na queda desses foguetes era reduzida por indução de falha na fuselagem do foguete durante a reentrada na atmosfera. Gravações e instrumentos deveriam poder ser recuperados depois do impacto em terra, mas a telemetria foi desenvolvida a ponto de transmitir e gravar leituras de instrumentos durante o voo.

## Histórico
O primeiro dos 300 vagões de trem com componentes de V-2 chegou a Las Cruces, Novo México em Julho de 1945 para ser transferido em seguida para o WSMR. Em Novembro daquele ano, funcionários da General Electric (GE), começaram a identificar, catalogar e remontar componentes do foguete V-2 já nas instalações do WSMR, mais especificamente no WSMR Assembly Building 1, que o Exército tinha terminado de construir em Setembro. O "Complexo 33" para as V-2 capturadas foi construído nos arredores desse prédio.
Os esforços iniciais de construção de V-2, produziram 25 foguetes prontos para lançamento. O Exército criou um comitê de estudos chamado "Upper Atmosphere Research Panel", com representantes das seguintes instituições: Air Material Command, Naval Research Laboratory (NRL), Army Signal Corps, Ballistic Research Laboratory, Applied Physics Laboratory, Universidade de Michigan, Universidade Harvard, Universidade de Princeton, e a General Electric Company. Os cientistas alemães da operação Paperclip chegaram a Fort Bliss em Janeiro de 1946 para dar assistência ao programa de testes do foguete V-2.
Depois de um teste estático de um motor do V-2 em 15 de Março de 1946, o primeiro lançamento de um V-2 capturado partindo do complexo de lançamento 33, ocorreu em 16 de Abril de 1946. A medida que o programa se desenvolvia, o pessoal da GE construía novos componentes de controle para substituir as partes deterioradas e as que não se conseguia recuperar dos foguetes usados. Com isso, eles conseguiram disponibilizar mais de 75 foguetes de sondagem V-2 para investigações atmosféricas e solares prevista para lançamento do "Complexo 33" até que o suprimento de foguetes V-2 se extinguisse.
Lançamentos em menor frequência, de foguetes de sondagem V-2, continuaram a ocorrer no "Complexo 33" até 1952.

## Modificações dos foguetes de sondagem V-2
A ogiva cônica explosiva original de 1 000 kg e 0,48 m3 do V-2 era substituída por um pacote de instrumentação pesando em média 540 kg. Além disso, instrumentos eram eventualmente alojados no compartimento de controle (acima do motor), entre os tanques de combustível, nas aletas, ou na parede (entre os tanques e a cobertura da fuselagem) do foguete. A instrumentação da ogiva era geralmente integrada nas dependências dos laboratórios participantes e enviadas por avião para o WSMR para integração final com o foguete no "Assembly Building 1".
Foguetes que retornavam a Terra intactos, criavam uma cratera de impacto de cerca de 24 m de diâmetro por 24 m de profundidade, sendo que 11 m dessa profundidade eram recobertos por detritos. Num esforça para preservar, ou diminuir os danos aos instrumentos, pequenas cargas de dinamite eram estrategicamente colocadas na fuselagem para ser detonadas a uma certa altitude no voo de volta depois que as medições em grande altitude eram realizadas. Esses explosivos enfraqueciam a estrutura do foguete, que se dividia em partes devido a forças aerodinâmicas a medida que ele reentrava na atmosfera mais baixa e densa. A velocidade terminal dos fragmentos resultantes era reduzida em uma ordem de grandeza considerável.

## Performance dos foguetes de sondagem V-2
Os foguetes de sondagem V-2 mediam: 14 m de altura e 1,65 m de diâmetro, pesando 13 000 kg totalmente abastecidos (o combustível representava 2/3 desse peso). O combustível era consumido durante o primeiro minuto de voo gerando um empuxo de 250 kN. A aceleração máxima de 6 Gs era atingida com o menor peso de combustível imediatamente antes do corte do motor, com acelerações por vibração durante o voo de magnitude similar. A velocidade no momento do corte do motor era de aproximadamente 1 500 m/s. O foguete geralmente tinha um comportamento imprevisível quando o motor deixava de funcionar, causando uma rolagem descontrolada nos três eixos ainda na subida por cerca de 121 km. Um voo típico disponibilizava uma janela de observação de 5 minutos a uma altitude acima de 56 km.

## Instrumentação
Servomecanismos eram usados para compensar o comportamento errático do foguete depois que o motor era desligado. Isso permitiu que dispositivos de rastreio solar medissem o espectro eletromagnético solar. Algum nível de sucesso foi obtido com a recuperação de instrumentos por paraquedas, mas alguns dos instrumentos e gravadores mais resistentes instalados na fuselagem, conseguiam suportar o impacto a velocidades subsônicas.
O NRL desenvolveu um sistema de telemetria usando um sistema de modulação de pulso de 23 canais. A voltagem entregue a um terminal de entrada de um determinado canal determinava o espaçamento entre dois pulsos adjacentes. O espaço entre o primeiro e o segundo pulso era determinado pelo canal 1, entre o segundo e o terceiro pelo canal 2 e assim sucessivamente. O sistema fazia 200 coletas por segundo de 24 pulsos. Os dados eram transmitidos por modulação de alta frequência. Estações de recepção em terra traduziam os espaçamentos dos pulsos de volta em voltagem que era aplicada num conjunto de galvanômetros fazendo uma gravação quase contínua de cada canal num rolo de filme em movimento. A precisão era de aproximadamente 5%.